# Bourg-Lastic
 Bourg-Lastic  es una población y comuna francesa, situada en la región de Auvernia, departamento de Puy-de-Dôme, en el distrito de Clermont-Ferrand. Es el chef-lieu del cantón de Bourg-Lastic, aunque Messeix la supera en población.

## Demografía
| 2065 | 2133 | 2088 | 2300 | 2707 | 2608 | 2759 | 2814 | 2404 | 2512 | 2579 | 2599 | 1740 | 1743 | 1601 | 1573 | 1612 | 1558 | 1582 | 1571 | 1650 | 1545 | 1465 | 1361 | 1447 | 1221 | 1273 | 1310 | 1339 | 1168 | 1191 | 1069 | 1009 | 957 | 899 | 897 |
| Para los censos de 1962 a 1999 la población legal corresponde a la población sin duplicidades (Fuente: INSEE [Consultar]) |      |      |      |      |      |      |      |      |      |      |      |      |      |      |      |      |      |      |      |      |      |      |      |      |      |      |      |      |      |      |      |      |     |     |     |